# Ria van Dyke
Ria van Dyke (Kawerau, 16 febbraio 1989) è una modella neozelandese, eletta Miss Nuova Zelanda 2010.
Van Dyke ha quindi rappresentato la Nuova Zelanda a Miss Universo 2010 a Las Vegas. Pur non ottenendo la vittoria, Ria van Dyke, rappresenta una delle più popolari Miss Nuova Zelanda.
Laureata presso l'Università di Auckland con un bachelor in arte, Van Dyke ha contribuito alla causa di molte associazioni umanitarie, inclusa "United Against Abuse", "The New Zealand Breast Cancer Foundation" e "The Sophie Elliot Foundation". La modella è stata inoltre ambasciatrice del programma promosso dal primo ministro della Nuova Zelanda "Clean Services Foundation", una campagna contro gli abusi sessuali sui bambini.
In seguito alla sua esperienza a Miss Universo, Ria Van Dyke ha intrapreso una fortunata carriera di modella, diventando la prima donna neozelandese ad essere scelta come testimonial del marchio di cosmetici INNOXA. Inoltre ha collaborato con lo stilista newyorchese Stephen Mikhail e con altri neozelandesi come Paula Ryan e Jane Yeh.